# 溝口敦
溝口 敦（みぞぐち あつし、1942年7月5日 - ）は、日本のノンフィクション作家、ジャーナリスト。東京市浅草区（現・東京都台東区）生まれ。川崎市高津区育ち。本名：島田敬三。
日本における組織犯罪問題の第一人者。雑誌編集者として暴力団の取材に着手した20代なかば頃からというもの、“殺菌には日の光に晒すのが一番だそうだ”（米国最高裁判事ルイス・D・ブランダイス）をモットーに著述活動を継続。数多くの「ヤクザ」（暴力団）関連の著作を上梓してきた。
代表作にベストセラーの『暴力団』（2011年）や『食肉の帝王』（2003年）など。後者『食肉の帝王』では、第25回「講談社ノンフィクション賞」、「日本ジャーナリスト会議賞」、および「編集者が選ぶ雑誌ジャーナリズム大賞」の3賞を同時受賞している。（2003年）

## 経歴
神奈川県立川崎高等学校を経て、1965年、早稲田大学第一政治経済学部経済学科を卒業後、徳間書店入社。『アサヒ芸能』などの記者を務める。その後、広告代理店の博報堂勤務を経てフリージャーナリストとなった。溝口は、博報堂を退社するときに、「雑誌だろうと何だろうと（媒体の言いなりの）『便利屋』にはならない。署名記事を書く」「仕事がないときは、他の仕事でも何でもやる」。そういう気持ちで退社したと述べている。その後、暴力団から宗教、科学などの分野のジャーナリストとして雑誌を中心に活動。ごくまれに政治に関する記事を書くこともある。
特に広域暴力団山口組問題、創価学会問題に詳しい。そのため危険な目にも度々遭っている。
1990年には、山口組五代目組長渡辺芳則に関する著書を出そうとし、山口組直系組長の後藤忠正に電話にて出版を止めるよう言われたが断った。その3月後、東京・高田馬場の仕事場前玄関で男に左背中を刺され重傷を負った。どの組から実行犯が出ているか警察の捜査で分かっていたが、犯人は逮捕されず公訴時効が成立している。
さらに2006年、東京・三鷹の路上で、ハサミを持った山口組系元組員に長男が襲撃され、太腿を刺され重傷を負う。この事件では犯人グループは実行犯2人と直接の依頼者が逮捕され、溝口とその長男は、2007年、元組員と上部団体に当たる山健組組長らを相手に、計7200万円の損害賠償を求める訴訟を東京地方裁判所に起こし、2008年に和解が成立。組長ら幹部2人が計500万円、実行役3人が計20万円の解決金を支払う内容であった。
2011年の自著『ヤクザ崩壊』（講談社）では新語“半グレ集団”を定義。続く同年の著作『暴力団』（新潮新書）は発売から46日で20万部を突破するベストセラーとなった。
2012年には、かつて自身の作品を盗作していた佐野眞一から、全面謝罪文を受け取っていたことが明らかになった。
2013年10月より、テレビ番組『情報プレゼンター とくダネ!』の金曜‐火曜コメンテーターに就任。
放送法遵守を求める視聴者の会（現・「放送法遵守を求める新・視聴者の会」）の一員でもある。

## 作品

### 著作
- 『血と抗争 - 山口組ドキュメント』（三一書房 1968年）のち講談社+α文庫
- 『反乱者の魂 - 小説・大塩平八郎』（三一書房 1970年）
- 『池田大作 権力者の構造』（三一新書 1972年3月）のち講談社+α文庫
- 『堕ちた庶民の神 - 池田大作ドキュメント』（三一書房 1981年6月）
- 『性の彷徨者たち』晩声社、1982年10月20日。NDLJP:12144267。
- 『池田大作創価王国の野望』紀尾井書房、1983年6月10日。NDLJP:12218896。
- 『サラ金商人 : 武富士・プロミス・レイク・アコムの“帝王”たち』現代書林、1983年11月30日。NDLJP:11995786。
- 『ニューサーティ・リポート : 団塊の妻たちはいま』晩声社、1984年6月5日。NDLJP:12142154。
- 『山口組VS一和会 - 山口組ドキュメント』（三一書房 1985年6月）「撃滅 山口組VS一和会」講談社+α文庫
- 『荒ぶる獅子 - 山口組4代目竹中正久の生涯』（徳間書店 1988年）「山口組四代目荒ぶる獅子」講談社+α文庫
- 『雲を駆る奔馬 - 3代目山口組若頭山本健一の生涯』（徳間書店 1989年4月）「武闘派 三代目山口組若頭」講談社+α文庫
- 『五代目山口組 - 山口組ドキュメント』（三一書房 1990年6月）「ドキュメント五代目山口組」講談社+α文庫
- 『武闘の帝王』（光文社カッパノベルス 1992年10月）のち小学館文庫
- 『民暴の帝王』（光文社カッパノベルス 1992年4月）のち小学館文庫
- 『ヤクザへの素朴な疑問』アイペックプレス 1992
- 『ヤクザと親分(生)インタビュー』アイペックプレス 1992
- 『ヤクザと女 そこが知りたい』アイペックプレス 1992
- 『ヤクザとカネ』アイペックプレス 1992
- 『ヤクザと資金源』アイペックプレス 1992
- 『消えた名画 - 「ダ・ヴィンチ習作」疑惑を追う』（講談社 1993年）
- 『あぶない食品物語』（小学館 1993年7月）「あぶない食品」文庫
- 『現代ヤクザのウラ知識 - 闇社会のシノギ・女・権力、そのすべて!』（JICC出版局 1993年）のち宝島社文庫、講談社+α文庫
- 『修羅の帝王』（徳間ノベルス 1994年11月）のち小学館文庫
- 『生贄の祀り』（角川ノベルズ 1994年9月）のち小学館文庫
- 『北京五輪破壊指令 - ドラゴン・ウォーズ』（集英社 1994年4月）
- 『人生の転機 - ビジネスマンの生き方白書』（スタジオシップ 1994年3月）
- 『チャイナマフィア - 暴龍の掟』（小学館 1994年3月）のち文庫、「中国「黒社会」の掟 - チャイナマフィア」講談社+α文庫
- 『続・あぶない食品物語』（小学館 1995年6月）のち文庫
- 『非倫 - 妻はつまらない』（ザ・マサダ 1996年9月）
- 『宗教の火遊び - 心の危機からいかに身を守るか!』（小学館 1996年6月）
- 『食卓の怪談 - 新あぶない食品物語』（小学館 1999年3月）
- 『錬金(シノギ)の帝王』（光文社カッパノベルス 2000年12月）のち小学館文庫
- 『危ない金の稼ぎ方 - ヤクザという生き方』（宝島社文庫 2000年7月）
- 『社会人必須、今どきの科学』（小学館 2001年10月）
- 『ネット蟻地獄(スパイラル)』（光文社カッパノベルス 2002年10月）
- 『食肉の帝王 - 巨富をつかんだ男 浅田満』（講談社 2003年5月）のち+α文庫
- 『日本発!世界技術 - この会社が経済再生の原動力になる』（小学館 2003年3月）
- 『仕事師たちの平成裏起業』（小学館 2004年12月）のち文庫
- 『武富士 サラ金の帝王』（講談社+α文庫 2004年4月）
- 『パチンコ「30兆円の闇」 - もうこれで騙されない』（小学館 2005年9月）のち文庫
- 『化・け・る・サラリーマン - 辞めたヤツに訊け!!!』（にんげん出版 2005年7月）
- 『渡辺芳則組長が語った「山口組経営学」』（竹書房 2005年7月）のち文庫
- 『細木数子 - 魔女の履歴書』（講談社 2006年）のち+α文庫
- 『山口組外伝 三代目直系「山次組」組長 日本人 山本次郎』（竹書房 2006年）「山口組三代目田岡一雄と殺しの次郎」文庫
- 『司忍組長と高山清司若頭の六代目山口組 2005～2007血と謀略の800日』竹書房 2007 「六代目山口組宮廷革命の勝者」文庫
- 『カネと暴力と五代目山口組』（竹書房 2007年）「山口組五代目帝国の内なる敵」文庫
- 『ヤクザと抗争現場 溝口敦の極私的取材帳』（講談社+α文庫 2007年5月）
- 『昭和梟雄録』（講談社+α文庫 2009年
- 『歌舞伎町・ヤバさの真相』（文春新書 2009年6月）
- 『四代目山口組最期の戦い』（講談社+α文庫 2010年2月）
- 『山口組動乱!! 司忍六代目組長復帰と紳助事件 2008～2011』（竹書房  2011年4月）
- 『山口組動乱!! 司忍六代目組長-「玉座復帰」の光と影 2008～2011』竹書房、2011年）
  - 『山口組動乱!! 日本最大の暴力団ドキュメント2008～2015』講談社+α文庫　2015
- 『ヤクザ崩壊　浸食される六代目山口組』（講談社+α文庫 2011年）
- 『暴力団』（新潮新書 2011年9月） ISBN 9784106104343
- 『続・暴力団』（新潮新書 2012年10月） ISBN 9784106104923
- 『抗争』小学館101新書 2012
- 『六代目山口組ドキュメント2005～2007』講談社+α文庫 2013
- 『溶けていく暴力団』講談社+α新書 2013
- 『詐欺の帝王』文春新書 2014
- 『ヤクザ崩壊半グレ勃興 地殻変動する日本組織犯罪地図』講談社+α文庫 2014
- 『危険ドラッグ 半グレの闇稼業』角川新書 2015
- 『薬物とセックス』新潮新書 2016
- 『闇経済の怪物たち グレービジネスでボロ儲けする人々』光文社新書 2016　光文社知恵の森文庫 2019
- 『山口組三国志 織田絆誠という男』講談社, 2017　講談社+α文庫、2018
- 『人生の失敗 転んでもタダじゃ起きない』七つ森書館, 2017
- 『さらば!サラリーマン 脱サラ40人の成功例』文春新書 2019
- 『喰うか喰われるか 私の山口組体験』講談社 2021

### 共編著
- 『ノンフィクションの「巨人」佐野眞一が殺したジャーナリズム 大手出版社が沈黙しつづける盗用・剽窃問題の真相』荒井香織共編著 宝島社(宝島NF) 2013
- 『教養としてのヤクザ』鈴木智彦共著. 小学館新書, 2019
- 『職業としてのヤクザ』鈴木智彦共著. 小学館新書, 2021

### 寄稿
- 実録!平成日本タブー大全〈1〉 他の筆者：一ノ宮美成、ベンジャミン・フルフォード、呉智英、寺澤有（宝島社 文庫 2006年5月） ISBN 4796653171
- メディアの権力性 (ジャーナリズムの条件 3)所収「ヤクザ・暴力団への取材」 責任編集 佐野真一（岩波書店 2005年4月） ISBN 4000263994
- ヤクザという生き方 中国人マフィア来襲 他の筆者：森田靖郎（宝島社 文庫 2000年6月）
- 実録 ヤクザという生き方 他の筆者：朝倉喬司、山之内幸夫、家田荘子、赤坂憲雄（宝島社 文庫 1999年12月）
- 新宗教時代〈1〉所収「真如苑」 他の章の筆者：出口三平、横山真佳（大蔵出版 単行本 1997年2月）
- 新宗教時代〈3〉所収「ワールドメイト」 他の章の筆者：清水雅人、米山義男、藤田庄市、島田裕巳（大蔵出版 単行本 1995年5月）
- ノンフィクションの「巨人」佐野眞一が殺したジャーナリズム 他の筆者：荒井香織（宝島NonfictionBooks 2013年4月）

## 映像化

### 映画原作
- 民暴の帝王（1993年6月12日 東映）監督：和泉聖治 製作：俊藤浩滋、高岩淡 脚本：高田宏治 音楽：coba 出演：小林旭、渡瀬恒彦
- 修羅の帝王（1994年12月3日 ヒーロー）監督：高橋伴明 出演：伊原剛志、椎名桔平
- 武闘の帝王（1993年 - 1995年 ヒーロー）全3作
  - 武闘の帝王（1993年9月20日）監督：高瀬将嗣 出演：清水宏次朗、川島なお美
  - 武闘の帝王2（1994年5月21日）監督：高瀬将嗣 出演：清水宏次朗、志賀勝
  - 武闘の帝王 完結編（1995年1月17日）監督：祭主恭嗣 出演：清水宏次朗、久野真紀子

### オリジナルビデオ原作
- 実録・竹中正久の生涯 荒らぶる獅子（2003年）

## 漫画原作
- 武闘の帝王 1-6（1995-96年 芳文社）作画：緒方恭二
- 荒らぶる獅子 1-7（2001年5月 竹書房）作画：ももなり高
- 血と抗争 菱の男たち 1-8（2002年5月 竹書房 コミック）作画：ももなり高